# 阿尔巴尼亚广场
阿尔巴尼亚广场（Piazza Albania）是意大利首都罗马的一个广场，原名Raudusculana广场，1940年7月4日以国家阿尔巴尼亚命名，以纪念1939年意大利王国吞并阿尔巴尼亚。游客可以从广场北部望见塞维安城墙。